# Nabój 8 × 22 mm Nambu
8 × 22 mm Nambu – japońska amunicja pistoletowa kaliber 8 mm, wzorowana na naboju 7,65 Parabellum Georga Lugera. Skonstruowana w 1904 przez Kijirō Nambu do wprowadzonego w tym samym roku pistoletu Nambu Typ 4 (oznaczonego również jako Nambu Typ A) oraz jego późniejszych wersji Typ 14 Nambu i wz. 94 Nambu. Używana również w pistolecie maszynowym Typ 100, do końca II wojny światowej była oficjalną amunicją pistoletową Cesarskiej Armii Japońskiej.